# Northrop Grumman B-21 Raider
Il Northrop Grumman B-21 Raider è un bombardiere strategico in fase di sviluppo da parte della Northrop Grumman, facente parte del programma Long Range Strike Bomber (LRS-B), letteralmente Bombardiere d'Attacco a Lungo Raggio; sarà, per l'Aeronautica degli Stati Uniti un bombardiere strategico in grado di portare armi convenzionali o termonucleari.
Si prevede che l'aereo entri in servizio entro il 2026 o il 2027 e si affianchi alle flotte già esistenti di Rockwell B-1 Lancer e Northrop B-2 Spirit in servizio per gli Stati Uniti, per poi sostituirli in una fase successiva.

## Sviluppo
Una Request of Proposal per lo sviluppo dell'aeromobile è stata emessa a luglio 2014. I piani iniziali dell'Air Force consistevano nell'acquistare un minimo di 80-100 aeromobili LRS-B a un costo di $ 550 milioni per unità (2010) e prevedevano di averne in servizio da 175 a 200 al termine del programma. Il contratto di sviluppo è stato assegnato alla Northrop Grumman nell'ottobre 2015.
Un rapporto dei media afferma che il bombardiere potrebbe essere utilizzato anche come una piattaforma per la raccolta di dati di intelligence, un centro di comando aereo o un intercettore.
Nel corso del 2016 Air Warfare Symposium, l'LRS-B è stato formalmente designato "B-21" per distinguere l'aereo come "il primo bombardiere del 21º secolo". L'allora segretario all'Aeronautica, Deborah Lee James, ha dichiarato che il B-21 è inteso come una piattaforma d'attacco di precisione, con raggio di azione globale, di quinta generazione, che darà agli Stati Uniti la capacità di colpire a partire da una rete di sensori (secondo i concetti di Network-centric warfare, o guerra digitale), mantenendo così permanentemente gli obiettivi nemici a rischio di attacco.
Il capo del Global Strike Command (Comando d'Attacco Globale) dell'US Air Force crede che 100 bombardieri B-21 saranno il minimo ordinato e prevede circa 175-200 bombardieri in servizio. Due studi interni dell'USAF suggeriscono che l'Air Force potrebbe aumentare i suoi ordini d'acquisto di B-21 da 80-100 a ben 145 velivoli. La capacità operativa iniziale (lo stadio operativo minimo richiesto), dovrebbe essere raggiunta entro il 2030.
A marzo 2016, l'USAF ha annunciato sette fornitori di primo livello per il programma, tra cui Pratt & Whitney; BAE Systems di Nashua, New Hampshire; Spirit AeroSystems di Wichita, Kansas; Orbital ATK di Clearfield, Utah e Dayton, Ohio; Rockwell Collins di Cedar Rapids, Iowa; GKN Aerospace di St. Louis, Missouri, e Janicki Industries di Sedro-Woolley, Washington.
Il direttore del programma F-35, Chris Bogdan, ha dichiarato che l'avere i motori in comune con il B-21 dovrebbe ridurre il costo del motore Pratt & Whitney F135.
Il B-21 sarà progettato fin dall'inizio secondo i criteri della Open System Architecture (architettura di sistema aperta, con un sistema di processing distribuito).
Nell'aprile 2016 è stato riferito che il Global Strike Command (AFGSC) dell'Aeronautica USA prevedeva che il numero richiesto aumentasse a un minimo di 100 B-21.
A luglio 2016, l'US Air Force ha dichiarato che non avrebbe reso noto il costo stimato per il contratto B-21 con la Northrop Grumman, sostenendo che la pubblicazione dei costi avrebbe rivelato ai potenziali avversari troppe informazioni su questo progetto riservato. Anche l'United States Senate Committee on Armed Services (Comitato del Senato USA per i servizi alle forze armate) ha votato, approvandola, la decisione di non rendere pubblici i costi del programma, limitando le informazioni alle sole commissioni di difesa del Congresso, in risposta alle obiezioni di un gruppo bipartisan di legislatori guidato dal presidente della commissione, il senatore John McCain dell'Arizona. Le modifiche proposte dal senatore McCain alla legge sulla autorizzazione alla difesa nazionale per l'anno fiscale 2015 avrebbero ridotto l'autorizzazione per il programma B-21 di $ 302 milioni "a causa di un valore di aggiudicazione contrattuale inferiore al previsto", mentre al contempo richiedevano "rigorose... soglie di controllo dei costi", "rapporti trimestrali sulle prestazioni del programma" e "divulgazione del valore di aggiudicazione del contratto totale di sviluppo ingegneristico e manifatturiero...".
Il 19 settembre 2016, il B-21 è stato ufficialmente denominato "Raider" in onore dei Doolittle Raiders (i partecipanti all'incursione aerea su Tokyo del 18 aprile 1942,  conosciuta anche come raid di Doolittle). L'ultimo dei Doolittle Raider ancora in vita, il tenente colonnello in pensione Richard E. Cole, era presente alla cerimonia di denominazione alla conferenza della Air Force Association.
Il Government Accountability Office (GAO) ha pubblicato un rapporto il 25 ottobre 2016 che ha sostenuto la decisione dell'Air Force di assegnare il contratto LRS-B alla Northrop Grumman. È stato rivelato che il fattore decisivo nella scelta della Northrop Grumman rispetto al team Boeing e Lockheed Martin è stato il costo.
Inoltre è stato dichiarato che l'Air Force ha in programma di acquisire un nuovo caccia a lungo raggio che dovrebbe scortare il B-21 Raider in profondità nel territorio nemico. Questo nuovo aereo, di cui sono noti pochi dettagli, supporterebbe il bombardiere per sfuggire alle difese aeree nemiche. Il caccia, noto come "Penetrating Counter-Air" (PCA - Penetratore Oppositore Aereo) è stato ufficialmente rivelato durante la conferenza annuale 2016 dell'Aeronautica Militare. È stato inoltre annunciato che è in corso un programma complementare a quello del B-21, per lo sviluppo di un nuovo velivolo stealth per rifornimento in volo (stealth tanker) per future missioni di rifornimento, che verrà chiamato "KC-Z".
L'assemblaggio finale del B-21 dovrebbe svolgersi presso l'Air Force Plant 42 degli Stati Uniti a Palmdale, in California, presso la stessa struttura utilizzata negli anni '80 e '90 per la produzione del Northrop B-2. La Northrop Grumman ha ricevuto una modifica del contratto di $ 35,8 milioni per un grande impianto di rivestimenti stealth che sarà completato nel 2019. I giornalisti che visitavano l'Air Force Plant 42 hanno riferito che "ufficialmente, la Northrop non ammetteva che intendessero produrre il B-21 in quell'impianto, mentre i funzionari presenti stavano tutti ammiccando e annuendo al riguardo".
Il 13 settembre 2023, il B-21 Raider aveva avviato i test sui motori come parte del suo programma di test a terra presso la struttura Northrop Grumman di Palmdale, in California.
Il 25 ottobre successivo sono iniziate le prime prove di rullaggio.
L'aereo è decollato per la prima volta il 10 novembre 2023 da Palmdale, accompagnato da un F-16.